# Mellikeri, Parasgad
Mellikeri là một làng thuộc tehsil Parasgad, huyện Belgaum, bang Karnataka, Ấn Độ.